# Galium andringitrense
Galium andringitrense är en måreväxtart som beskrevs av Anne-Marie Homolle och Christian Puff. Galium andringitrense ingår i släktet måror, och familjen måreväxter. Inga underarter finns listade i Catalogue of Life.